# Christian Frederik Hansen

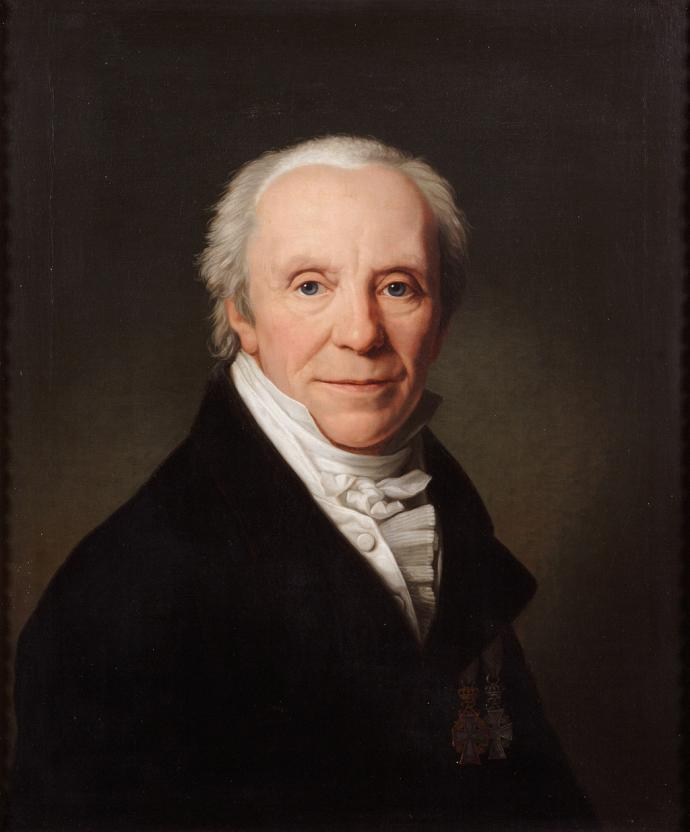
Friedrich Carl Gröger, Christian Frederik Hansen, dänischer Architekt, Christiansborg Schlosskirche

Christian Frederik Hansen (* 29. Februar 1756 in Kopenhagen; † 10. Juli 1845 ebenda) war ein dänischer Architekt und gilt als „der wohl einflussreichste Architekt des klassizistischen Stils“ im nördlichen Europa.
Hansen war Vorbild für mindestens einen von zwei gleichnamigen (nicht mit ihm verwandten) ebenfalls bedeutenden dänischen Architekten: Hans Christian Hansen und dessen um zehn Jahre jüngeren Bruder Theophil Hansen sowie für seinen ebenfalls in Altona tätigen Neffen und Architekten Johann Matthias Hansen.

## Leben
Christian Frederik Hansen begann sein Studium bereits als Zehnjähriger an der Königlich Dänischen Kunstakademie seiner Geburtsstadt, wo der Franzose Nicolas-Henri Jardin und Caspar Frederik Harsdorff seine Lehrer waren. Zu dieser Zeit begann auch seine Zusammenarbeit mit Joseph Christian Lillie. 1782–1784 unternahm Hansen gefördert von König Christian VII. eine Studienreise nach Italien, insbesondere nach Rom, wo er sich mit der Antike, der Renaissance und dem Manierismus auseinandersetzte. Auf der Hin- und Rückreise im Veneto beschäftigte er sich u. a. intensiv mit den Arbeiten des einflussreichen Baumeisters Andrea Palladio.
Nach seiner Rückkehr im Jahr 1784 wurde Hansen zum Mitglied der Kopenhagener Kunstakademie ernannt. Im selben Jahr übernahm er die Stelle des Landbaumeisters für Holstein und Altona/Elbe. Altona war seinerzeit die größte Stadt im Herzogtum Holstein, das zur dänischen Monarchie gehörte, und das norddeutsche Zentrum der Aufklärung.
Unter den Hamburger Kaufleuten fand er zahlungskräftige Auftraggeber, als erste die Brüder Johan Cesar (1742–1818) und Peter Godeffroy (1749–1822), für die er in den Elbvororten Landhäuser errichtete, die über mehrere Jahrzehnte während der Sommermonate bewohnt wurden. Zwischen 1789 und 1806 baute er insgesamt neun Landhäuser. Davon sind fünf erhalten, u. a. das Landhaus J. C. Godeffroy, das Landhaus P. Godeffroy auch bekannt als „Weißes Haus“ (heute Elbchaussee 547), und das Landhaus Baur. Von dem Landhaus Thornton, das über viele Jahre Johann Heinrich Schröder und dessen Nachkommen bis zum Verkauf und Abriss 1913 gehört hatte, stehen noch die als „Halbmond“ benannten Stallgebäude.
Im Jahr seiner Heirat mit Anne Margrethe Rahbek 1792 bekam er seinen ersten größeren Auftrag für ein öffentliches Gebäude, das Waisenhaus in Altona in der Königsstrasse, das 1946 abgerissen wurde.
Beiderseitig  der Palmaille ließen sich Altonaer Kaufleute Wohnhäuser errichten. Von den zwischen 1795 und 1804 erbauten Stadthäusern sind noch fünf erhalten, insbesondere das 1801 für Georg Friedrich Baur erbaute Stadtpalais (Nr. 45–51). In seiner Zeit war er der führende Architekt in Altona, dessen Stadtbild und das Bild der Landsitze an der historischen Elbchaussee er prägte. Diesen Bauten sind die unterschiedlichen Einflüsse seiner „Lehrjahre“ anzusehen: neben französischen und italienischen Elementen griff Hansen auch auf antike Vorbilder (Tempelbauten) zurück, zudem verwendete er teilweise Materialien wie Reet, die für das ländlich strukturierte Dänemark kennzeichnend sind.
Im Jahr 1804 begann er mit dem Bau der Villa Kuhlmann in Lübeck, deren Bauherrin Margaretha Kuhlmann eine Cousine der Gebrüder Baur war. Im selben Jahr kehrte Hansen nach Kopenhagen zurück, wo große Bauaufgaben gelöst werden mussten: Christiansborg war 1794, ein Teil der Stadt 1795 abgebrannt. Während der Napoleonischen Kriege wurde Kopenhagen 1807 schwer bombardiert. 1805 wurde Hansen zusätzlich zum Landbaumeister des Herzogtums Schleswig ernannt und 1808 in kurzer Folge auf den Architektur-Lehrstuhl an der Königlichen Akademie, zum Oberbaudirektor des dänischen Königreichs sowie zum Direktor der Akademie berufen. Er wurde so zum bedeutendsten Architekten in Dänemarks Goldenem Zeitalter.
1831 erkrankte er schwer, arbeitete aber bis 1844 (Rücktritt von allen Ämtern) weiter. Hansen wurde in der Kapelle der Holmens Kirke beigesetzt, wo sich sein Grabstein auch heute noch befindet.
Christian Frederik Hansen war ein Mitglied im Bund der Freimaurer.

## Ehrungen
- 1997 wurde die Christian-F.-Hansen-Straße in Hamburg-Nienstedten nach ihm benannt (ehemals Teil der Georg-Bonne-Straße).[6]
- 1983 veranstaltete das Schleswig-Holsteinische Landesmuseum im Schloss Gottorf ein Symposium anlässlich der C. F. Hansen-Ausstellung mit dem Titel: Der Architekt C. F. HANSEN – Reden – Referate – Diskussionsbeiträge.[7]

## Bauten (chronologische Reihenfolge)

### Altona (Holstein)

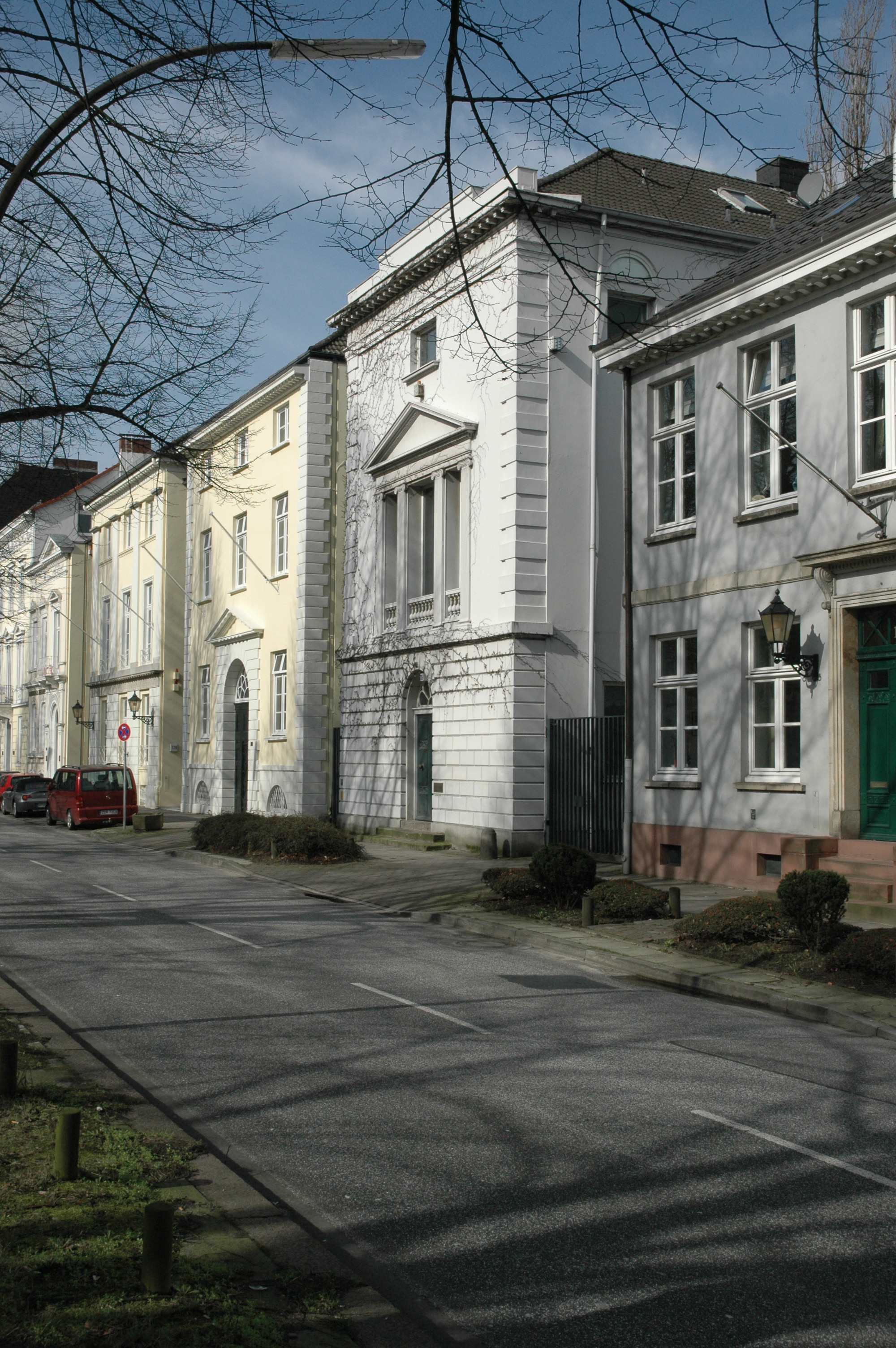
Palmaille 116 in Altona, zweites Haus von rechts, Wohnhaus von Christian Frederik Hansen

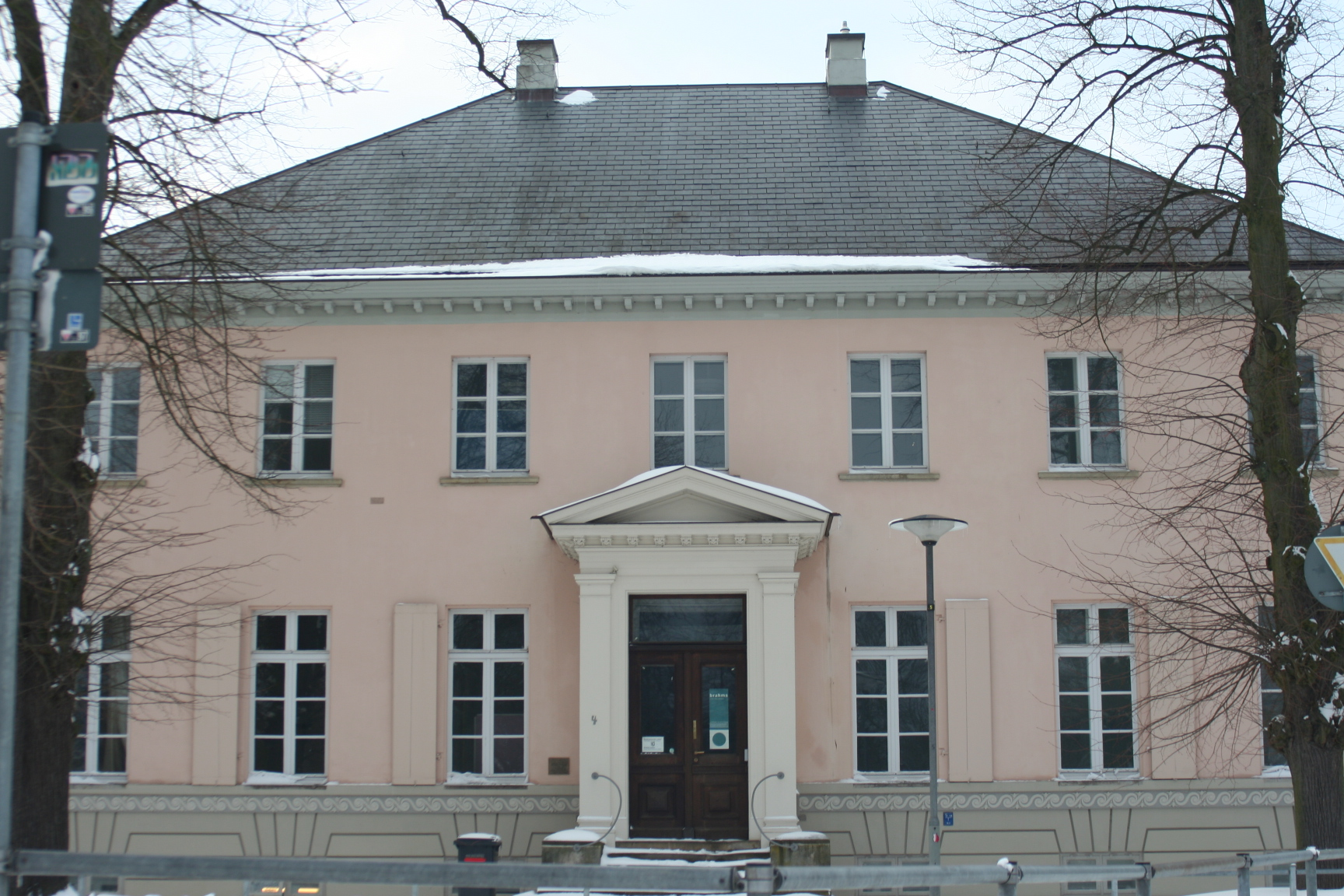
Villa Eschenburg in Lübeck, beherbergt heute das Brahms-Institut der Musikhochschule Lübeck

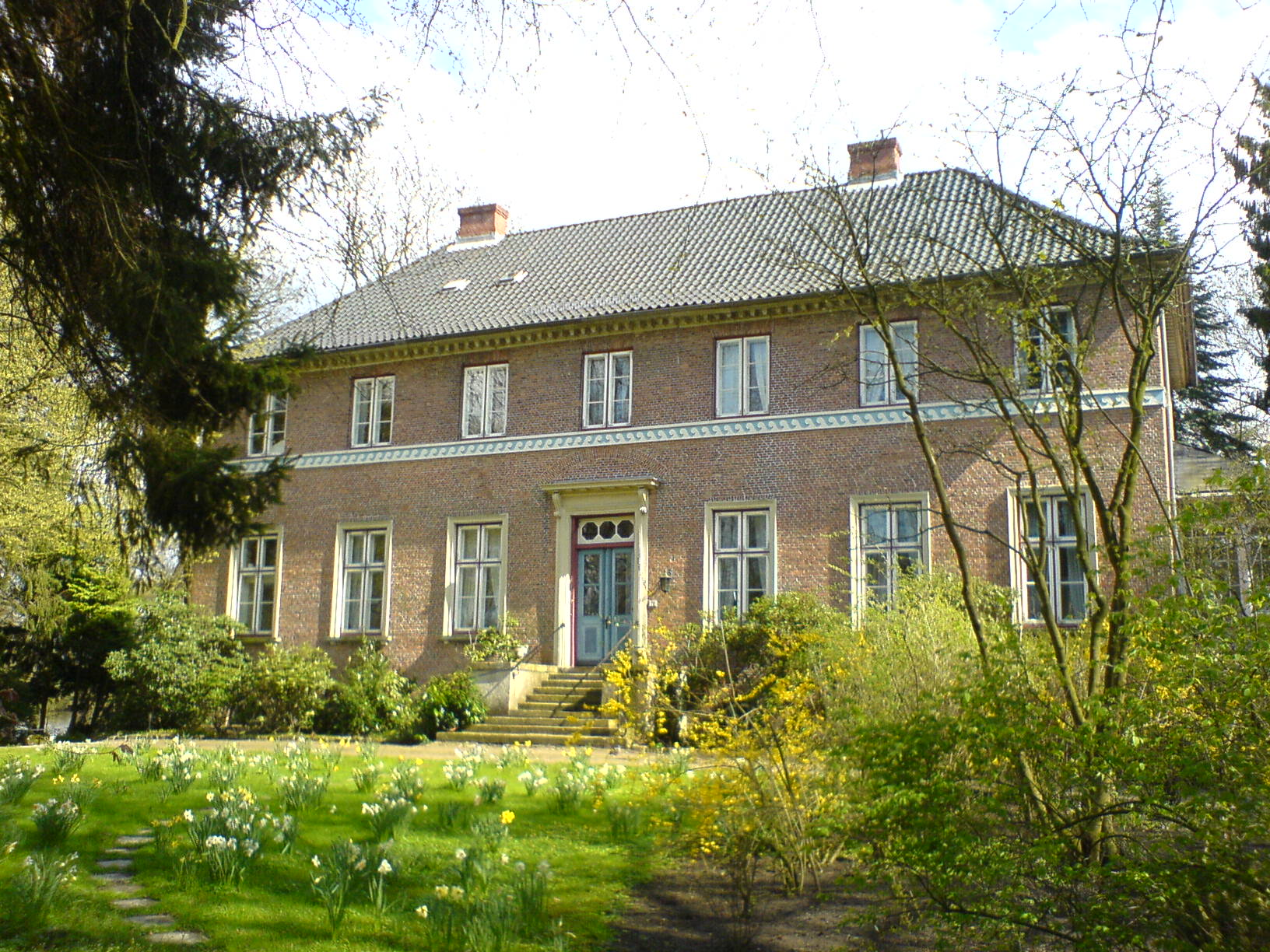
Administratorenwohnhaus Schlossinsel Barmstedt

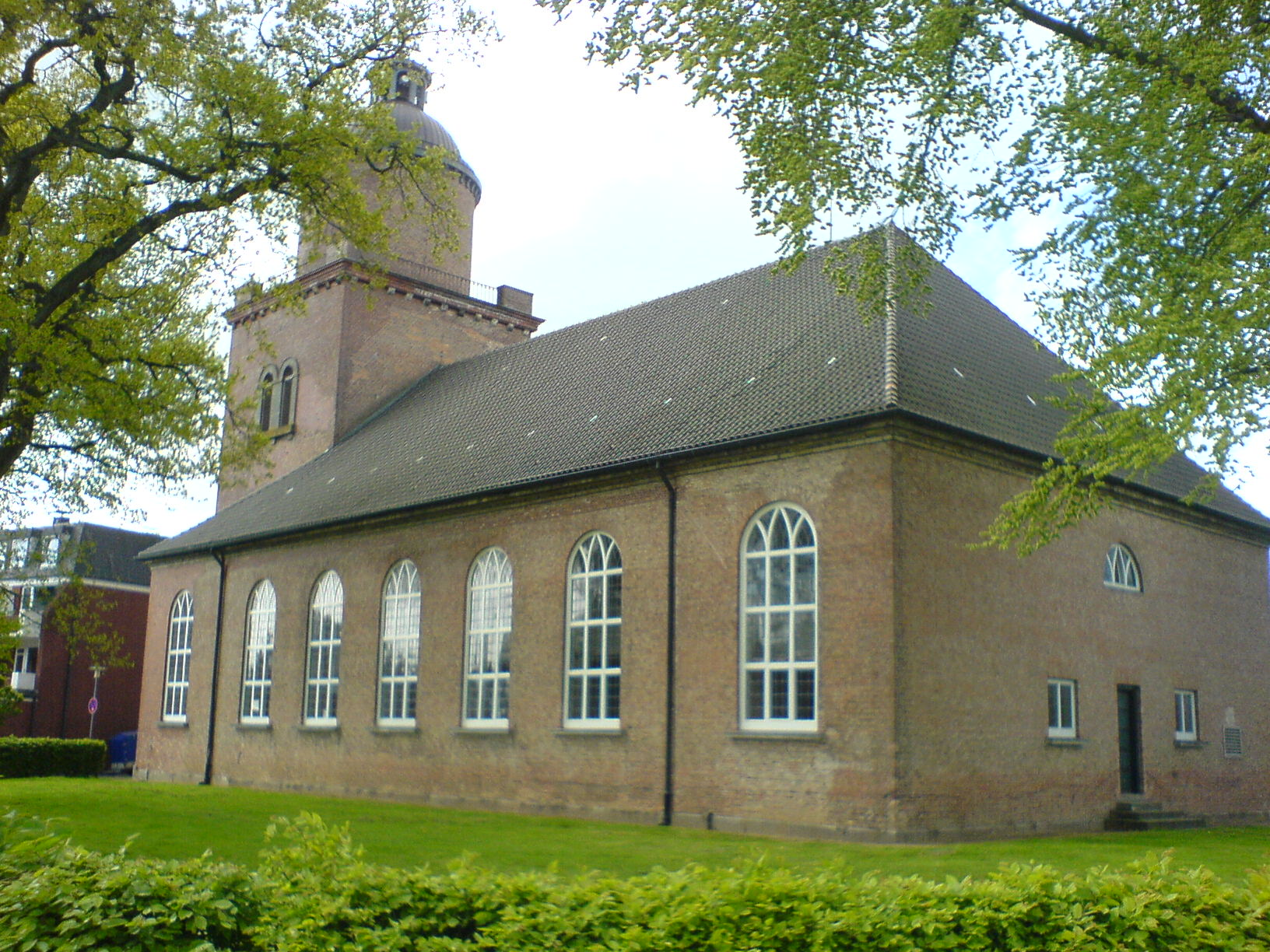
Kremper Kirche

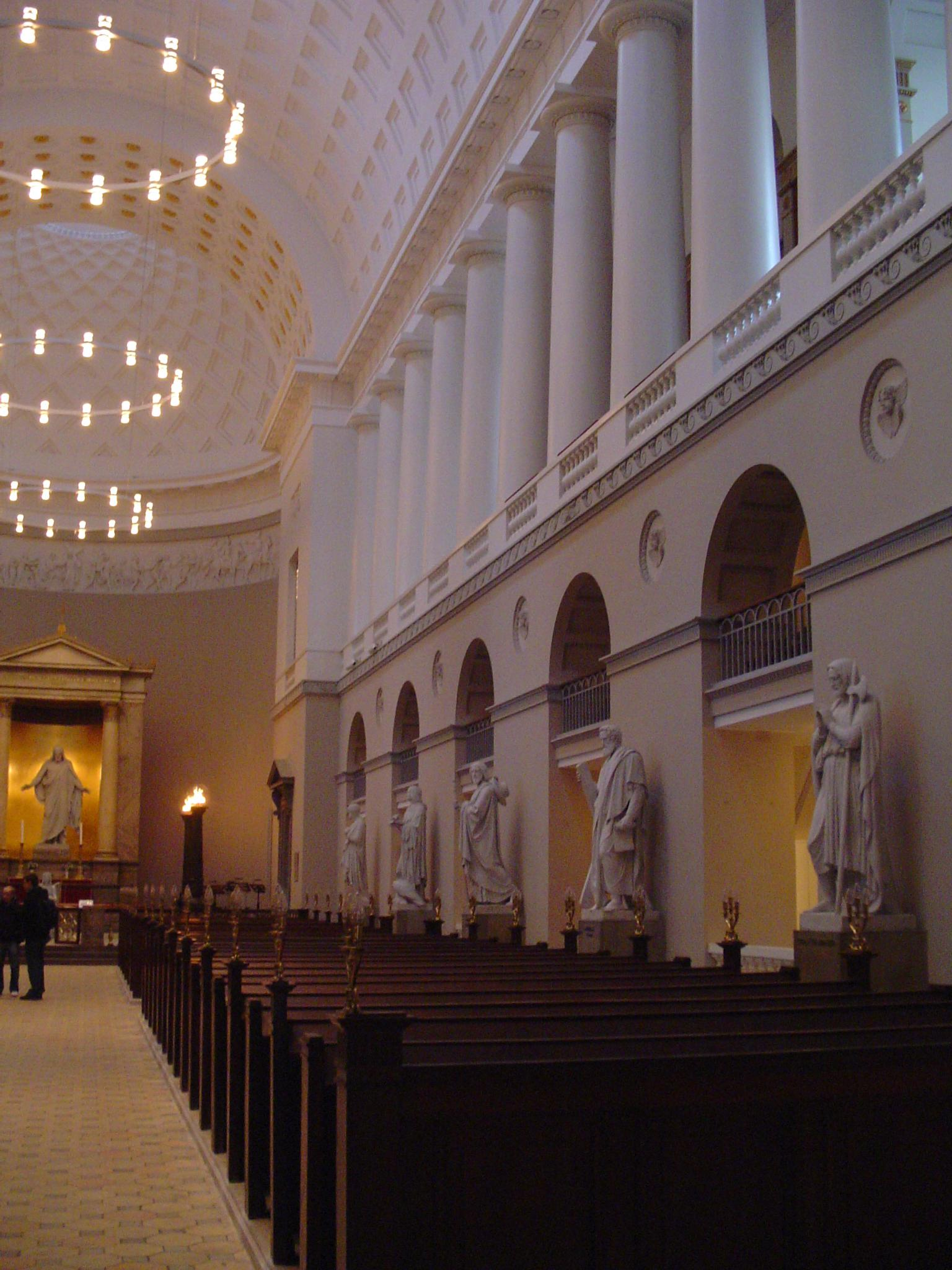
Frauenkirche in Kopenhagen

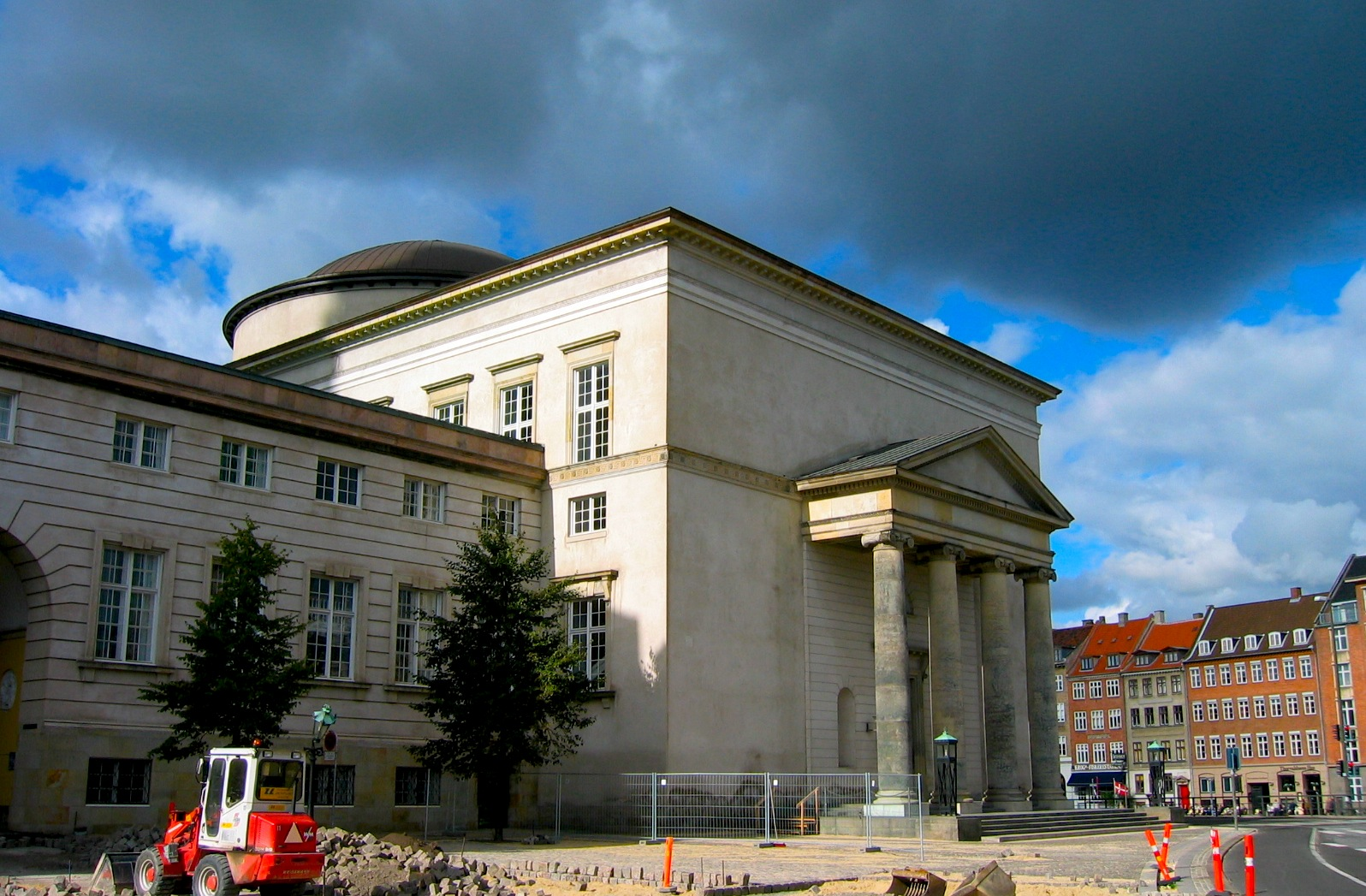
Schlosskirche Christiansborg in Kopenhagen

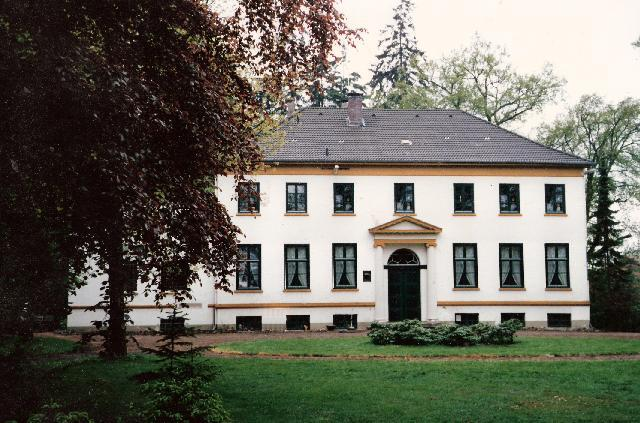
Herrenhaus Krummbek

- Landhaus J. C. Godeffroy (1789–1792), Elbchaussee 499[8][9]
- Landhaus P. Godeffroy (1790–1792), auch „Weißes Haus“ genannt, Elbchaussee 547[10][11]
- Altonaer Waisenhaus[12]
- Landhaus Blacker (1794/1795) (heute: „Goßlerhaus“), Blankeneser Landstraße 34[13]
- Landhaus (John) Thornton (1795/1796), Elbchaussee 228, später benannt Landhaus Schröder, nach 1913 abgerissen[14][15][16][17]
- dazugehörige Stallgebäude „Halbmond“ (1792(?)), Elbchaussee 228[18]. Nach einem Brand 1820 wurde das Stallgebäude von Johann Matthias Hansen, einem Neffen des Architekten, wieder aufgebaut.[19] Der Name des Stallgebäudes ist durch seine Form begründet.
- Landhaus Abbéma,[20][21] später Rainville (1795/1796), 1867 abgerissen.
- Landhaus Böhl (1797/98), Elbchaussee, 1945 durch Bomben zerstört.[22][23]
- Wohnhaus (1795/1796), Palmaille 108, teilweise von C. F. Hansen bewohnt[24]
- Wohnhaus Salomon Dehn (1797/1798),[25] Palmaille 112[26]
- Landhaus Lawaetz (fertig 1798), Elbchaussee 190 (1943 durch Bomben zerstört)[27]
- Palais Baur (1801), Palmaille 45–51[28]
- Haus Jarvis (1802), Palmaille 35, 1945 durch Bomben zerstört[29]
- Wohnhaus (1802), Palmaille 120
- Wohnhaus C. F. Hansen (1803/1804), Palmaille 116, teilweise von C. F. Hansen bewohnt[30]
- Wohnhaus (1803/1804), Palmaille 118[31]
- Landhaus Baur (1804–1806), auch „Elbschlösschen“ genannt, Christian-Frederik-Hansen-Straße 19
- Landhaus Gebauer (1806), Philosophenweg 18

### Hamburg
- Gänsemarkt 39[32][33][34]
- Catharinenstraße 40[35]

### Schleswig-Holstein
- Herrenhaus von Alt-Fresenburg (1791) bei Bad Oldesloe
- Sonnentempel (1792) in Eutin
- Große Vorwerkscheune (1794) vor der Rantzauer Schlossinsel in Barmstedt, abgerissen 1881
- Irrenhaus in Schleswig
- Herrenhaus (1800) in Perdöl[36]
- Villa Eschenburg in Lübeck, um 1800
- Gutshaus auf Gut Bundhorst (Stolpe in Holstein) erbaut 1800, 1920 teilweise abgebrannt und 1924 abgerissen
- Herrenhaus (1801–1803) in Kastorf
- Rathaus (1803–1806) in Bad Oldesloe
- Administratorenwohnhaus auf der Rantzauer Schlossinsel (1804–07) in Barmstedt
- Herrenhaus Haseldorf (1804)
- Marienkirche in Quickborn (1809) – erster Kirchenbau Hansens
- Rathaus (1815) in Plön
- Arresthaus (1821) in Neumünster
- Pastorat (1822) in Rabenkirchen
- Vicelinkirche in Neumünster
- Marienkirche in Husum (1829–1833)
- Herrenhaus Krummbek in Lasbek (zugeschrieben)
- Landhaus Barlach in Ratzeburg (zugeschrieben)
- Kirche in Simonsberg, wesentliche Planänderungen durch Hansen, ursprüngliche Planung und Ausführung 1829 W. F. Meyer
- Gartenhaus Lübeck-St. Gertrud, Eschenburgstraße 37 (stilistisch zugeschrieben), um 1785–1788

### Dänemark
- Rat- und Gerichtshaus (1805–1812) in Kopenhagen
- Vor Frue Kirke, die Domkirche in Kopenhagen (1811–1829)
- Hørsholm Kirche, 1823
- Christiansborg, Schlosskirche, 1846 vollendet
- Umbau von Schloss Brundlund in Apenrade von 1805 bis 1807

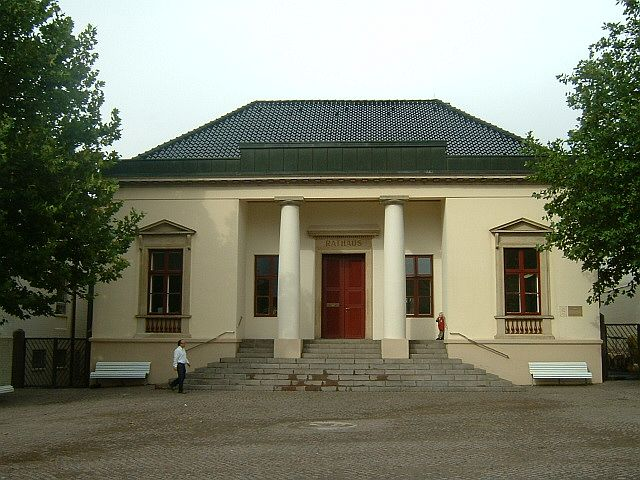
Rathaus in Neustadt in Holstein